# 164e division d'infanterie (Allemagne)
Pour les articles homonymes, voir 164e division d'infanterie.
La  164e division d'infanterie (en allemand : 164. Infanterie-Division ou 164. ID) est une des divisions d'infanterie de la Wehrmacht durant la Seconde Guerre mondiale.

## Création
La 164. Infanterie-Division est formée le 27 novembre 1939 sur le Truppenübungsplatz (terrain d'entrainement) de Königsbrück dans la région militaire de Dresde du Wehrkreis IV en tant qu'élément de la 7. Welle (7e vague de mobilisation).
Lors de la bataille de France, la 164e division d'infanterie fait partie de la réserve du groupe d'armées A. Elle prend ses quartiers à Reims jusqu'en décembre 1940, date à laquelle elle est rattachée au groupe d'armées D.
En janvier 1941, elle est amenée en Roumanie et participe, en avril-mai 1941, aux opérations dans les Balkans en particulier à la bataille de Grèce au sein de la 12e armée puis elle prend ses quartiers à Thessalonique.
En septembre 1941, la division est déplacée en Yougoslavie et en novembre elle est transportée en Crète.
Elle est renommée division de forteresse Kreta le 10 janvier 1942.

## Organisation

### Commandants
| Date                                | Grade           | Commandant           |
| ----------------------------------- | --------------- | -------------------- |
| 1er décembre 1939 - 10 janvier 1940 | Generalleutnant | Konrad Haase         |
| 10 janvier 1940 - 1er janvier 1942  | Generalleutnant | Josef Folttmann (de) |

## Théâtres d'opérations
- Allemagne : janvier 1940 - mai 1940
- France : juin 1940 - janvier 1941
- Roumanie : janvier 1941 - mars 1941
- Grèce et Yougoslavie : mars 1941 - novembre 1941
- Crête : novembre 1941 - janvier 1942

## Ordres de bataille
1939
- Infanterie-Regiment 382
- Infanterie-Regiment 433
- leichte Artillerie-Abteilung 220

1940
- Infanterie-Regiment 382
- Infanterie-Regiment 433
- Infanterie-Regiment 440
- Artillerie-Regiment 220
  - I. Abteilung
  - II. Abteilung
  - III. Abteilung
  - IV. Abteilung
- Feldersatz-Bataillon 220
- Panzerabwehr-Abteilung 220
- Pionier-Bataillon 220
- Infanterie-Divisions-Nachrichten-Abteilung 220
- Infanterie-Divisions-Nachschubführer 220